# János Telegdy

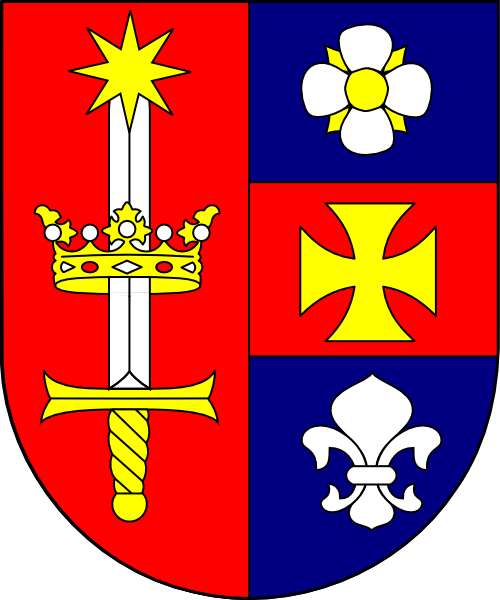
Bischofswappen

János Telegdy (* 1575 in Nové Zámky; † 1647 in Kalocsa, Ungarn) war ein ungarischer römisch-katholischer Erzbischof.

## Leben
Telegdy wurde am 10. Februar 1594 im Alter von 19 Jahren in Esztergom zum Priester geweiht. Mit 35 Jahren wurde er am 27. Januar 1610 von Papst Paul V. zum Bischof von Bosnien ernannt. Konsekriert wurde er am 25. September 1611 in Rom durch Roberto Francesco Romolo Kardinal Bellarmino, SJ, Kardinalpriester von San Matteo in Merulana. Mitkonsekratoren waren Antonio d’Aquino, Bischof von Sarno, und Giulio Sansedoni, der emeritierte Bischof von Grosseto. Von 1613 bis 1619 war er Bischof von Oradea Mare. Im März 1619 ernannte ihn Papst Paul V. zum Bischof von Nitra. 1624 resignierte er, Papst Urban VII. ernannte ihn zum Erzbischof von Kalocsa und setzte ihn auch als Bischof von Nitra wieder ein.
János Telegdy verstarb 1647 im Alter von 72 Jahren, nach fast 53 Priesterjahren und 35 Jahren im Bischofsamt und wurde in Kalocsa beigesetzt.